# پراکسی اسید

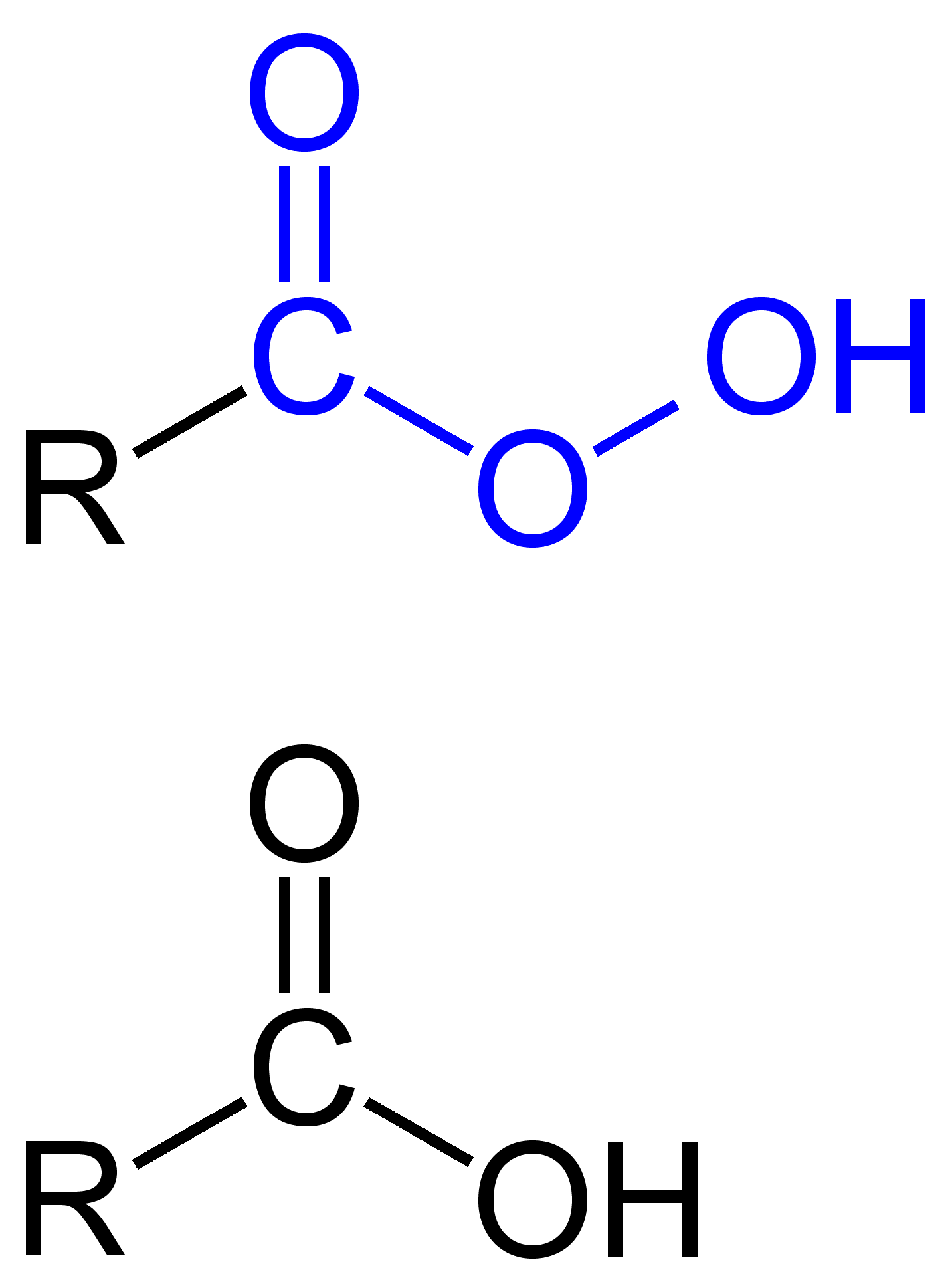
ساختار عمومی پراکسی اسیدها در بالا و ساختار عمومی یک کربوکسیلیک اسید در تصویر پایین.

پراکسی اسیدها(به انگلیسی: Peroxy acid) گونه‌ای از اسیدها هستند که شامل گروه عاملی OOH- می‌شوند. این مواد جز عامل‌های اکسنده قوی دسته بندی می‌شوند.